# Feodora z Saksonii-Meiningen (1890–1972)
Feodora Karola Charlotte Marie Adelheid Auguste Mathilde (ur. 29 maja 1890 w Hanowerze, zm. 12 marca 1972 we Fryburgu Bryzgowijskim) – księżniczka Saksonii-Meiningen i poprzez małżeństwo ostatnia wielka księżna Saksonii-Weimar-Eisenach. Pochodziła z rodu Wettynów.
Urodziła się jako wnuczka księcia Saksonii-Meiningen i Hildburghausen Jerzego II. Jej rodzicami byli jeden z synów monarchy książę Fryderyk (przyrodni brat ostatniego księcia Saksonii-Meiningen i Hildburghausen Bernarda III) i jego żona księżna Adelajda z Lippe-Biesterfeld.
4 stycznia 1910 w Meiningen poślubiła owdowiałego po śmierci Karoliny Reuß zu Greiz wielkiego księcia Saksonii-Weimar-Eisenach Wilhelma Ernesta, zostając jego drugą żoną. Para miała czworo dzieci:
- księżniczkę Zofię (1911–1988)
- księcia Karola Augusta (1912–1988), ostatniego następcę tronu Saksonii-Weimar-Eisenach
- księcia Bernarda (1917–1986)
- księcia Jerzego (1921–2011)

Po klęsce cesarstwa w I wojnie światowej i wybuchu rewolucji listopadowej w 1918 książę Wilhelm Ernest, podobnie jak wszyscy niemieccy monarchowie, został zmuszony do abdykacji.